# Elsa Martinelli
Pour les articles homonymes, voir Martinelli et Tia.
Elsa Martinelli, née le 30 janvier 1935 à Grosseto (Toscane), et morte le 8 juillet 2017 à Rome (Latium), est une actrice et mannequin italienne.

## Biographie
Née à Grosseto, elle déménage rapidement dans la capitale avec sa famille. Elle étudie jusqu'en cinquième année élémentaire, puis travaille comme vendeuse dans un magasin de vêtements et comme caissière dans quelques bars. Accompagnant sa sœur aînée qui travaille comme couturière, elle est remarquée par le créateur de mode Vincenzo Ferdinandi qui la fait débuter jeune fille sur un podium de haute couture. Très appréciée par le styliste Roberto Capucci, elle est lancée par celui-ci dans le monde de la jet-set. À Florence, elle est remarquée par Eileen Ford et, sous contrat avec Ford Models, elle s'installe à New York où elle devient un mannequin de renommée mondiale. Dans les années 1950 — alors qu'elle n'a qu'une vingtaine d'années — elle débarque pour la première fois à Hollywood avec le western La Rivière de nos amours (1956) d'André De Toth, aux côtés de Kirk Douglas, qui l'a choisie personnellement après avoir vu une photo d'elle dans un magazine américain,. Elle est également immédiatement appréciée par la critique, grâce à sa prestation dans le film Donatella (1956) de Mario Monicelli, ce qui lui vaut de recevoir l'Ours d'argent de la meilleure actrice au 6e Festival de Berlin, à seulement vingt et un ans.
Devenue au fil des ans une icône de l'élégance et du style, elle travaille avec de nombreux grands réalisateurs en Italie, où elle se fait remarquer dans Les Garçons (1959), réalisé par Mauro Bolognini et scénarisé par Pier Paolo Pasolini, mais aussi en France où elle joue dans Et mourir de plaisir (1960) de Roger Vadim ou Le Capitan (1960) d'André Hunebelle et aux États-Unis, étant en fait l'une des rares actrices italiennes à avoir travaillé avec succès à Hollywood. Elle joue aux côtés de John Wayne dans Hatari ! (1962) d'Howard Hawks, et aux côtés d'Anthony Perkins, Jeanne Moreau et Romy Schneider dans Le Procès (1962) réalisé et scénarisé par Orson Welles d'après le roman du même nom de Franz Kafka.
Le début des années 1960 la voit tourner plusieurs films : De l'amour (1964) de Jean Aurel, Le Pigeon qui sauva Rome (1962) de Melville Shavelson, Massacre pour un fauve (1963) de Phil Karlson, Hôtel international (1963) d'Anthony Asquith, La Dixième Victime (1965) d'Elio Petri. Dans les années qui suivent, elle se distingue également par ses apparitions dans Comment j'ai appris à aimer les femmes (1966) de Luciano Salce, Sept fois femme (1967) de Vittorio De Sica (1967), Manon 70 (1968) de Jean Aurel , Belle Starr (1968) de Lina Wertmüller, Les Chemins de Katmandou (1969) d'André Cayatte et dans le giallo Perversion Story (1969) de Lucio Fulci.
À partir de 1970, elle commence à réduire son activité cinématographique, se consacrant davantage à la télévision — notamment dans des téléfilms et des feuilletons de productions italiennes et européennes, présentant le Festival de Sanremo 1971 aux côtés de Carlo Giuffré — et posant nue pour l'édition italienne de Playboy. En 1995, la maison d'édition Rusconi Libri a publié son autobiographie Sono come sono come sono. Dalla dolce vita e ritorno. Elle meurt à Rome d'un cancer du poumon à son domicile de Via Flaminia le 8 juillet 2017,. La chambre funéraire a été mise en place le 10 juillet à la Casa del cinema (it) dans les jardins de la Villa Borghèse, tandis que les funérailles ont eu lieu le lendemain à la basilique Santa Maria del Popolo. Elle est ensuite incinérée et ses cendres jetées en mer.

## Vie privée
Mariée en 1957 au comte Franco Mancinelli Scotti di San Vito, elle a eu une fille, Cristiana, née en 1958 et qui est devenue actrice. En 1968, elle se remarie avec le photographe et styliste Willy Rizzo, dont elle divorce en 1978.

## Postérité
L'actrice est ironiquement mentionnée dans la chanson Jet Set de Rino Gaetano, contenue dans son dernier album E io ci sto (1980).

## Filmographie

### Cinéma
- 1953 : Se vincessi cento milioni de Carlo Campogalliani : Anna
- 1955 : La Rivière de nos amours (The Indian Fighter) d'André de Toth : Onahti
- 1956 : La Fille de la rizière (La risaia) de Raffaello Matarazzo : Elena
- 1956 : Donatella de Mario Monicelli : Donatella
- 1957 : Manuela de Guy Hamilton : Manuela Hunt
- 1957 : Quatre Filles ravissantes (en) (Four Girls in Town) de Jack Sher : Maria Antonelli
- 1958 : La mina de Giuseppe Bennati : Lucia
- 1959 : Les Bateliers de la Volga (I battellieri del Volga) de Victor Tourjanski : Mascha
- 1959 : Adieu, ma chérie (Ciao, ciao bambina!) de Sergio Grieco : Diana
- 1959 : Les Garçons (La notte brava) de Mauro Bolognini : Anna
- 1959 : Amour à Tunis (Tunisi top secret) de Bruno Paolinelli : Kathy Sands
- 1959 : Le Miroir aux alouettes (Costa Azzurra) de Vittorio Sala : Doriana
- 1960 : Et mourir de plaisir (Il sangue e la rosa) de Roger Vadim : Georgia Monteverdi
- 1960 : Le Capitan d'André Hunebelle : Gisèle d'Angoulême
- 1960 : L'Inassouvie (Un amore a Roma) de Dino Risi : Fulvia
- 1960 : Les Plaisirs du samedi soir (I piaceri del sabato notte) de Daniele D'Anza : Marisa
- 1960 : Le Tank du huit septembre (Il carro armato dell'8 settembre) de Gianni Puccini : Mirella
- 1961 : La Menace de Gérard Oury : Lucile
- 1962 : Hatari ! de Howard Hawks : Anna Maria D'Allessandro dite "Dallas"
- 1962 : La Peau à vif (Pelle viva) de Giuseppe Fina : Rosaria
- 1962 : Le Procès d'Orson Welles : Hilda
- 1962 : Le Pigeon qui sauva Rome (The Pigeon That Took Rome) de Melville Shavelson : Antonella Massimo
- 1963 : Massacre pour un fauve (Rampage) de Phil Karlson : Anna
- 1963 : Hôtel International (The V.I.P.s) d'Anthony Asquith : Gloria Gritti
- 1964 : De l'amour de Jean Aurel : Mathilde
- 1965 : La Fabuleuse Aventure de Marco Polo de Denys de La Patellière : la fille au fouet
- 1965 : Je vous salue mafia de Raoul Lévy : Sylvia
- 1965 : La Dixième Victime (La decima vittima) d'Elio Petri : Olga
- 1965 : Un milliard dans un billard de Nicolas Gessner : Juliette
- 1965 : L'Or du duc de Jacques Baratier : Sonia
- 1966 : Comment j'ai appris à aimer les femmes (Come imparai ad amare le donne) de Luciano Salce : Monica
- 1967 : Le Plus Vieux Métier du monde de Mauro Bolognini : Domitilla
- 1967 : Sept fois femme (Woman Times Seven) de Vittorio De Sica : la dame au supermarché
- 1967 : Requiem pour une canaille (Qualcuno ha tradito) de Francesco Prosperi : Laureen
- 1967 : Maroc, dossier numéro 7 (Maroc 7) de Gerry O'Hara : Claudia
- 1967 : Manon 70 de Jean Aurel : Annie
- 1968 : L'Agent américain (Un dollaro per 7 vigliacchi) de Giorgio Gentili : Vic Shaw
- 1968 : Candy de Christian Marquand : Livia
- 1968 : Belle Starr (Il mio corpo per un poker) de Piero Cristofani et Lina Wertmüller : Belle Starr
- 1969 : Maldonne de Sergio Gobbi : Gilberte de Baer
- 1969 : Les Chemins de Katmandou d'André Cayatte : Martine
- 1969 : L'amica d'Alberto Lattuada : Carla Nervi
- 1969 : Perversion Story (Una sull'altra) de Lucio Fulci : Jane
- 1969 : Mardi, c’est donc la Belgique (If it's Tuesday, This Must Be Belgium) de Mel Stuart : Maria, la femme sur le pont vénitien
- 1970 : OSS 117 prend des vacances de Pierre Kalfon : Elsa
- 1971 : La araucana de Julio Coll
- 1971 : La Part des lions de Jean Larriaga : Annie
- 1976 : Il garofano rosso (it) de Luigi Faccini
- 1985 : Sono un fenomeno paranormale de Sergio Corbucci
- 1988 : Pigmalione 88 de Flavio Mogherini
- 1992 : Banco pour un crime (Once Upon a Crime...) d'Eugene Levy : Carla

### Télévision
- 1964 : The Rogues (série télévisée) : Maria Kuzenkov
- 1979 : Le Retour du Saint (Return of the Saint) (série télévisée) : Renata Lucci
- 1994 : Alles Glück dieser Erde (série télévisée) : Carlotta Pirri
- 1995 : Le Baron (Il barone) (série télévisée) : Maria de Martigny
- 2005 : Orgoglio (série télévisée) : Duchesse di Monteforte

## Distinction
- Berlinale 1956 : Ours d'argent pour son interprétation dans Donatella de Mario Monicelli